# Ezio Moroni
Ezio Moroni (né le 25 décembre 1961 à Varèse) est un coureur cycliste italien.

## Biographie
Professionnel de 1984 à 1988, il a obtenu treize victoires au cours de sa carrière.

## Palmarès

### Palmarès amateur
- 1979
  - 7e du championnat du monde sur route juniors
- 1980
  - Trophée Raffaele Marcoli
- 1981
  - Coppa Giuseppe Romita
- 1982
  - Trofeo Gianfranco Bianchin
  - Giro del Salento :
    - Classement général
    - 1re et 2e étapes

  - 3e du Trofeo Taschini
  - 3e du Trofeo Piva
- 1983
  - Giro d'Oro
  - Gran Premio Palio del Recioto
  - 4ea et 6e étapes de la Semaine cycliste bergamasque
  - 1re étape du Tour des régions italiennes
  - 2e étape du Baby Giro
  - 2e de Vicence-Bionde
  - 10e du championnat du monde sur route amateurs
- 1984
  - 4e étape de la Semaine cycliste bergamasque
  - Mémorial Costante Girardengo
  - 2e de la Piccola Tre Valli Varesine
  - 2e de Rho-Macugnaga

### Palmarès professionnel
- 1984
  - Tour d'Émilie
  - 2e du Tour de Vénétie
- 1985
  - Tour de Toscane
  - Grand Prix de l'industrie et du commerce de Prato
- 1986
  - 3e du Tour de Vénétie
- 1987
  - Tour de Romagne
  - 3e du Tour des Pouilles

## Résultats sur les grands tours

### Tour d'Italie
3 participations
- 1985 : 36e
- 1986 : 69e
- 1987 : non-partant (11e étape)

## Distinctions
- Mémorial Gastone Nencini (révélation italienne de l'année) : 1984